# 廣西提督
廣西提督，全名廣西提督军务总兵官、世称廣西軍門，是清朝統領廣西軍務的最高軍事長官，為從一品官。

## 沿革和概述
清初设驻桂林府，顺治十八年四月（1661年5月）移驻梧州，十二月（1662年1月）迁南宁。康熙十九年（1680年）七月移驻柳州，中法战争结束后于光绪十二年八月（1886年9月）移驻龙州，三十二年七月迁至南宁。广西提督府建制于顺治八年。
提督年俸银81．694两，薪银144两，心红银200两，蔬炭银180两，养廉银2000两。提督职权为：统辖全省水陆军务，包括本标兵及分防各营，节制省内各镇。光绪十二年移驻龙州后，兼统辖边防军。提督直接听令于兩廣總督，还受广西巡抚节制，对军队有管辖权而无调遣权。

## 歷任提督
| 姓名   | 籍贯       | 出身   | 任职                                                                                          | 离职 |
| ------ | ---------- | ------ | --------------------------------------------------------------------------------------------- | --- |
| 蘇靈   | 顺天大兴   |        | 嘉庆二年十月十六（1797年12月3日），由湖南永州镇总兵官升任。                                   | 嘉庆六年十一月（1801年12月），死。                                                                      |
| 胡天格 |            |        | 嘉庆六年十二月初七（1802年1月10日），由福建漳州镇总兵官升任。                                 | 嘉庆十五年八月三十（1810年9月28日），病免。                                                             |
| 德成額 | 蒙古正黄旗 |        | 嘉庆十五年八月三十，由江南寿春镇总兵官调任。                                                  | 嘉庆十六年（1811年），死。                                                                              |
| 九十   | 满洲镶黄旗 |        | 嘉庆十六年十月十六（1811年12月1日），由福建建宁镇总兵官升任。                                 | 嘉庆十九年（1814年），死。                                                                              |
| 馬元   | 四川松潘   | 行伍   | 嘉庆十九年八月十八（1814年10月1日），由甘肃凉州镇总兵官升任。                                 | 嘉庆二十五年七月十六（1820年8月24日），死。                                                             |
| 馬應國 | 四川成都   |        | 嘉庆二十五年七月十六，由广东高州镇总兵官升任。                                                | 道光元年十月十一（1821年11月5日），召京降职。                                                           |
| 李錦麟 | 贵州镇处   | 行伍   | 道光元年十月十一，由云南提督调任。                                                            | 道光九年（1829年），死。                                                                                |
| 蘇兆熊 |            |        | 道光九年三月初四（1829年4月7日），由广东潮州镇总兵官升任。                                    | 道光十三年六月二十九（1833年8月14日），病免。                                                           |
| 陳階平 |            |        | 道光十三年六月二十九，由湖南镇总兵官调任。                                                    | 道光十八年正月十四（1838年2月8日），调任江南提督。                                                      |
| 楊芳   | 贵州松桃   |        | 道光十八年正月十四，由湖南镇镇总兵官升任。                                                    | 道光十八年正月十七（1838年2月11日），同湖南提督互调。                                                   |
| 薛陞   | 贵州毕节   |        | 道光十八年正月十七，由湖南提督调任。                                                          | 道光二十二年四月二十一（1842年5月30日），病免。                                                         |
| 段永福 | 陕西长安   | 乡勇   | 道光二十二年四月二十一，由贵州安义镇总兵官升任。                                              | 道光二十二年四月二十二（1842年5月31日），调任浙江提督。                                                 |
| 達里保 |            |        | 道光二十二年四月二十二，由广东高州镇总兵官升任。                                              | |
| 馬殿甲 | 河南邓州   | 武状元 | 道光二十四年十月初九（1844年11月18日），由广东南韶连镇总兵官升任。                            | 道光二十八年三月二十四（1848年4月27日），病免。                                                         |
| 閔正鳳 |            |        | 道光二十八年三月二十四，由湖北提督调任。                                                      | 道光三十年八月二十五（1850年9月30日），同陕西提督互调。                                                 |
| 向榮   | 四川大足   | 行伍   | 道光三十年八月二十五，由陕西提督调任。                                                        | 咸丰元年九月十八（1851年11月12日），革（留营日），。川北镇总兵官刘长清代。                              |
| 福興   | 满洲正白旗 |        | 咸丰二年八月初一（1852年9月14日），由广东高州镇总兵官升任。                                   | 咸丰二年十二月初四（1853年1月12日），革职。                                                             |
| 惠慶   |            |        | 咸丰三年四月十七（1853年5月24日），由广西左江镇总兵官升任。                                   | 咸丰七年三月二十九（1857年4月23日），因柳州府城为大成国义军攻克而解职。                                 |
| 奚應龍 |            |        | 咸丰七年三月二十九，由广西右江镇总兵官升任。                                                  | 咸丰九年（1859年），病故。                                                                              |
| 慶寅   |            |        | 咸丰九年七月初十（1859年8月8日），由广东高州镇总兵官升任。                                    | 咸丰十年闰三月十三（1860年5月3日），病故。                                                              |
| 張玉良 | 四川巴县   | 行伍   | 咸丰十年闰三月十三，由甘肃肃州镇总兵官升任。                                                  | 咸丰十年四月二十一（1860年6月10日），调署钦差大臣，督办江南军务同月二十九日革职。                       |
| 潘慶   |            |        | 咸丰十年四月二十九（1860年6月18日），由广东阳江镇总兵官调代。                                 | 咸丰十一年正月二十四（1861年3月5日），病免。巡抚刘长佑兼代。                                            |
| 馮子材 | 广东钦州   | 行伍   | 同治元年正月十七（1862年2月15日），由甘肃西宁镇总兵官升任。                                   | 光绪九年六月十九（1883年7月22病免。贵州代提督江忠义、丁忧副将萧荣芳先后于同治元年十二月至二年十二月代。 |
| 黃桂蘭 | 安徽合肥   |        | 光绪九年六月十九，由记名提督调任。                                                            | 光绪十年三月十二（1884年4月7日），革职。                                                                |
| 唐仁廉 | 湖南东安   |        | 光绪十年三月十九（1884年4月14日），由直隶通永镇总兵调代，仍留原任。                           | 光绪十一年五月二十九（1885年7月11日），调任广东陆路提督。                                               |
| 蘇元春 | 广西永安   | 行伍   | 光绪十一年五月二十九，由记名提督调任。                                                        | 光绪二十九年二月十九（1903年3月27日），召京陛见，同年闰五月十三（7.7日），革职。                        |
| 劉光才 | 湖南新宁   | 行伍   | 光绪二十九年闰五月初一（1903年6月25日），由山西大同镇总兵官升任。                             | 光绪三十年三月初五（1904年4月20日），解任。                                                             |
| 丁槐   | 云南鹤庆   |        | 光绪三十年三月初五，由广西右江镇总兵官调代，次年九月二十一（1905年10月19日），任命。          | 光绪三十三年十月二十五（1907年11月30日），革职留任，次年正月二十四（1908年2月25日），召京候简。         |
| 龍濟光 | 云南蒙自   | 监生   | 光绪三十四年正月二十四，由广西左江兵备道道员调代，宣统元年二月二十八（1909年3月19日），任命。 | 宣统三年六月初四（1911年6月29调任陆军第二十五镇统制官。                                                 |
| 陸榮廷 | 广西武缘   | 游勇   | 宣统三年六月初四，由左江镇总兵官升任。                                                        | 清朝灭亡                                                                                                |